# Isola dei Pisani
L'isola dei Pisani (o Nizla) è un'isola algerina, che si trova davanti all'abitato di Boulimat nel territorio comunale di Béjaïa.